# Velika Veternička
Velika Veternička is een plaats in de gemeente Novi Golubovec in de Kroatische provincie Krapina-Zagorje. De plaats telt 330 inwoners (2001).